# Veronica fairfieldii
Veronica fairfieldii är en grobladsväxtart som beskrevs av Hort. Martin. Hook. f.. Veronica fairfieldii ingår i släktet veronikor, och familjen grobladsväxter. Inga underarter finns listade i Catalogue of Life.